# Poliocephalus
Poliocephalus és un gènere d'ocells aquàtics de la família dels podicipèdids (Podicipedidae). Aquests cabussons viuen en zones humides d'Austràlia i Nova Zelanda.

## Taxonomia
Segons la classificació del Congrés Ornitològic Internacional (versió 2.6, 2010) aquest gènere està format per dues espècies:
- cabussó canós (Poliocephalus poliocephalus).[2]
- cabussó de Nova Zelanda (Poliocephalus rufopectus).[3]